# Игра Блэка
«Игра Блэка» (исл. Svartur á leik) — исландский фильм в жанре триллер режиссёра Оскара Тор Аксельссона, вышедший в свет 2 марта 2012 года в Исландии и 23 марта в Дании. Фильм снят по роману Стефана Мани.

## Сюжет
В фильме показывается период расцвета насилия в преступном мире Исландии в конце 1990-х годов. События в фильме начинаются в 1999 году, когда Стэбби (Toр Kристианссон) попадает в полицию за пьяную драку, после чего ему срочно требуется адвокат, так как дело будет направлено в суд. Около полицейского участка он встречает своего друга детства Тоти (Йоханнес Хокур Йоханнессон), с которым он завязывает разговор. Тоти не сразу вспомнил своего старого друга, но дал ему свой телефон и пообещал помочь с адвокатом. Через какое-то время Тоти и Стэбби снова встречаются, и Тоти вербует Стэбби в их мафию, перед этим отправив Стэбби в одну квартиру, где нужно было найти и забрать наркотики. Там в квартире Стэбби находит наркотики и тут сталкивается с каким-то мужчиной, который на него напал, но Стэбби смог, не без помощи Тоти, с ним справиться. Тоти сказал Стэбби, что он вырубил полицейского. После этого случая Тоти знакомит Стэбби со всей наркомафией, хотя его первоначально встретили не радушно. Благодаря Тоти и его связям, Стэбби полностью уходит от ответственности на суде. На протяжении фильма Стэбби участвует во многих мафиозных «разборках», где он становится свидетелем расправы над неугодными, участвует в ограблении банка и рейдерских захватах, занимается торговлей наркотиками в Рейкьявике, влюбляется в Дагни (Мария Бирта), которая также состоит в банде и употребляет наркотики, как все остальные. Стэбби на всём этом фоне также пристращается к наркотикам. В конце фильма выясняется, что всё это время за бандой следила полиция Исландии, а Тоти сотрудничал с полицейскими. Полицейские также предлагали Стэбби сотрудничать с ними, но тот отказался. В конце фильма Стэбби бросает банду, забирает наркотики и деньги, и оставляет их на хранение в доме своей матери. Через 6 лет Стэбби приезжает из континентальной Европы в Исландию на похороны своей матери, после чего он направился в её дом, чтобы забрать деньги, но там его уже поджидал главарь банды. Встреча с ним для главаря банды (на руке тату 666, которой у Стебби нет) оказалась роковой.